# Lijst van voetbalinterlands Sao Tomé en Principe - Zuid-Soedan
Deze lijst van voetbalinterlands is een overzicht van alle officiële voetbalwedstrijden tussen de nationale teams van Sao Tomé en Principe en Zuid-Soedan. De landen speelden tot op heden twee keer tegen elkaar. De eerste ontmoeting, een kwalificatiewedstrijd voor de Afrika Cup 2025, vond plaats op 22 maart 2024 in Berkane (Marokko). Het laatste duel, de returnwedstrijd in dezelfde kwalificatiereeks, werd gespeeld in Berkane op 26 maart 2024.

## Wedstrijden
| № | Plaats  | Datum         | Competitie                   | Wedstrijd                          | Uitslag |
| - | ------- | ------------- | ---------------------------- | ---------------------------------- | ------- |
| 1 | Berkane | 22 maart 2024 | Afrika Cup 2025 kwalificatie | Sao Tomé en Principe – Zuid-Soedan | 1 – 1   |
| 2 | Berkane | 26 maart 2024 | Afrika Cup 2025 kwalificatie | Zuid-Soedan – Sao Tomé en Principe | 0 – 0   |

## Samenvatting
| Competitie              | Totaal gespeeld | Winst Sao Tomé en Principe | Gelijk | Winst Zuid-Soedan | Doelsaldo Sao Tomé en Principe – Zuid-Soedan |
| ----------------------- | --------------- | -------------------------- | ------ | ----------------- | -------------------------------------------- |
| Afrika Cup-kwalificatie | 2               | 0                          | 2      | 0                 | 1 − 1                                        |
| Totaal                  | 2               | 0                          | 2      | 0                 | 1 − 1                                        |

FSF · 
Santomees vrouwenelftal
Interlands
Tegenstander:
Angola ·
Benin ·
Centraal-Afrikaanse Republiek ·
Congo-Brazzaville ·
Equatoriaal-Guinea ·
Ethiopië ·
Gabon ·
Ghana ·
Guinee-Bissau ·
Kaapverdië ·
Kameroen ·
Lesotho ·
Liberia ·
Libië ·
Madagaskar ·
Malawi ·
Marokko ·
Mauritius ·
Namibië ·
Nigeria ·
Oeganda ·
Sierra Leone ·
Soedan ·
Togo ·
Tsjaad ·
Tunesië ·
Zuid-Afrika ·
Zuid-Soedan
SSFA · Zuid-Soedanees vrouwenelftal
Interlands
Tegenstander:
Benin ·
Botswana ·
Burkina Faso ·
Burundi ·
Congo-Brazzaville ·
Congo-Kinshasa ·
Djibouti ·
Egypte ·
Equatoriaal-Guinea ·
Ethiopië ·
Gabon ·
Gambia ·
Jordanië ·
Kameroen ·
Kenia ·
Malawi ·
Mali ·
Mauritanië ·
Mozambique ·
Oeganda ·
Oezbekistan ·
Rwanda ·
Sao Tomé en Principe ·
Senegal ·
Seychellen ·
Soedan ·
Somalië ·
Togo ·
Zuid-Afrika